# Klostergårdens IP
Klostergården IP är en idrottsplats på Klostergården i södra Lund. Där spelar och tränar  flera fotbollsklubbar i Lund.
På Klostergårdens idrottsområde finns 1 matcharena med konstgräs, 1 st 11-manna konstgräsplan, 2 st 11-manna gräsplaner och 6 st 7-manna gräsplaner. Den stora arenan byggdes om 2014. Den behövde flyttas ett antal meter på grund av nybyggnation av bostadshus och dessutom var den i stort behov av ombyggnad för att fylla nya krav på fotbollsarenor .Man beslutade sig för en konstgräsplan. Konstgräsplanerna utnyttjas för fotboll och skolidrott. Det finns också en multifunktionsarena, Sparbanken Skåne Arena, där bl.a.   handboll spelas. Intill denna ligger Lunds ishall.  Intill området finns Korpvallen, som används för Korpens matcher, amerikansk fotboll, lacrosse och andra idrotter.  De används av fotbollsföreningarna som 7-mannaplaner för knattelag och ungdomslag. Vid Nordanväg ligger fritidsförvaltningens servicebyggnader för idrottsområdet. Lunds BK har en klubbstuga intill fotbollsplanerna.
Lunds BK:s A-lags och B-lagsmatcher spelas på Centrumplanen, en arena med 500 sittplatser under tak samt plats för stående åskådare. Även Hallands Nations FF och Skånekurd FF spelar sina hemmamatcher där.

## Siffror
- Planmått: 105 x 68 m.
- Publikkapacitet: 3650 varav 500 sittplatser, efter ombyggnaden 2014.
- Publikrekord: 5586, Lunds BK mot Malmö FF 1985.